# 蓋瑞特·漢普森
蓋瑞特·瑞斯·漢普森（英語：Garrett Reese Hampson，1994年10月10日—），為美國職棒大聯盟的工具人，目前效力於聖路易紅雀。他先前曾效力於洛磯、馬林魚、皇家、響尾蛇與紅人等隊。

## 職業生涯

### 科羅拉多洛磯
2016年美國職棒大聯盟選秀，洛磯在第三輪選進漢普森。該年他在短期1A繳出3成01的打擊率，並在隔年升上高階1A，並繳出3成26的打擊率。
2018年7月21日，漢普森登上大聯盟，整季他的打擊率為2成75。隔年，他成為大聯盟跑速最快的二壘手，每秒可跑30.1英尺。2020年，他的打擊率為2成34。
2021年，他敲出大聯盟最多的單季7支內野觸擊安打。2022年球季結束後，漢普森成為自由球員。

### 邁阿密馬林魚
2022年12月18日，漢普森與馬林魚簽下小聯盟約。隔年他從3A開季，並在季中升上大聯盟。整季他繳出生涯新高的2成76打擊率，並敲出3轟與23分打點。球季結束後，他成為自由球員。

### 堪薩斯市皇家
2023年11月29日，漢普森與皇家簽下1年200萬美元的合約。該年他的打擊率為2成30，並打回16分打點。

### 亞利桑那響尾蛇
2025年1月31日，漢普森與響尾蛇簽下小聯盟約。後來他成功入選開幕戰名單，不過他在響尾蛇僅繳出1成67的打擊率，最終他在5月18日遭到釋出。

### 辛辛那提紅人
2025年5月23日，漢普森加盟紅人。他在紅人僅有1成67的打擊率，最後他在6月22日被指定讓渡。

### 聖路易紅雀
2025年6月24日，紅雀從讓渡名單中選走漢普森。

## 外部連結
- 球員資訊和成績在MLB ，ESPN ，Retrosheet ，Baseball Reference ，Baseball Reference (Minors) ，Fangraphs ，The Baseball Cube （英文）